# Mastershausen
Mastershausen ist eine Ortsgemeinde im Rhein-Hunsrück-Kreis in Rheinland-Pfalz. Sie gehört der Verbandsgemeinde Kastellaun an.

## Geographie

### Lage
Die Ortschaft Mastershausen liegt in einer Hanglage im Hunsrück, ca. 15 km nordöstlich des Flughafens Frankfurt-Hahn und rund 5 km westlich von Kastellaun. Durch den Ort führt die Straße von Buch vorbei an der Ruine Burg Balduinseck nach Blankenrath.

### Nachbarorte
| Sosberg                  | Mörsdorf  | Buch                 |
| Grenderich               |           | Kastellaun           |
| Blankenrath und Haserich | Leideneck | Wohnroth und Krastel |

## Geschichte
Münz- und Gefäßfunde belegen eine keltische Besiedelung des Burgkopfs, der auch Spuren römischer Besiedelung aufweist, auch die Reste eines römischen Tempels und zweier Grabanlagen wurden ausgegraben. Mastershausen wurde erstmals im Jahre 1056 als Malestreshusen erwähnt, die Kirche im Jahre 1220.
Seit 1316 gehörte Mastershausen zusammen mit 15 Nachbarorten zum Amt Baldeneck des Kurfürstentums Trier. Im Jahre 1325 wurde die Burg Balduinseck als Amtssitz errichtet. Die Burgruine zählt heute noch zu den Sehenswürdigkeiten. Auch einige Fachwerkbauten haben sich erhalten.
Mit der Besetzung des Linken Rheinufers 1794 durch französische Revolutionstruppen wurde der Ort französisch und gehörte von 1798 bis 1814 zum Kanton Zell im Rhein-Mosel-Departement. 1815 wurde die Region und damit auch Mastershausen auf dem Wiener Kongress dem Königreich Preußen zugeordnet. Seit 1946 ist der Ort Teil des Landes Rheinland-Pfalz.
Bis 1968 gehörte der Ort zum Amt Blankenrath und bis 1970 zur Verbandsgemeinde Blankenrath, wurde aber im Rahmen des 8. Verwaltungsvereinfachungsgesetzes vom 18. Juli 1970 mit Wirkung vom 7. November 1970 dem Rhein-Hunsrück-Kreis zugeteilt und gehört seitdem zur Verbandsgemeinde Kastellaun.

### Galgenturm

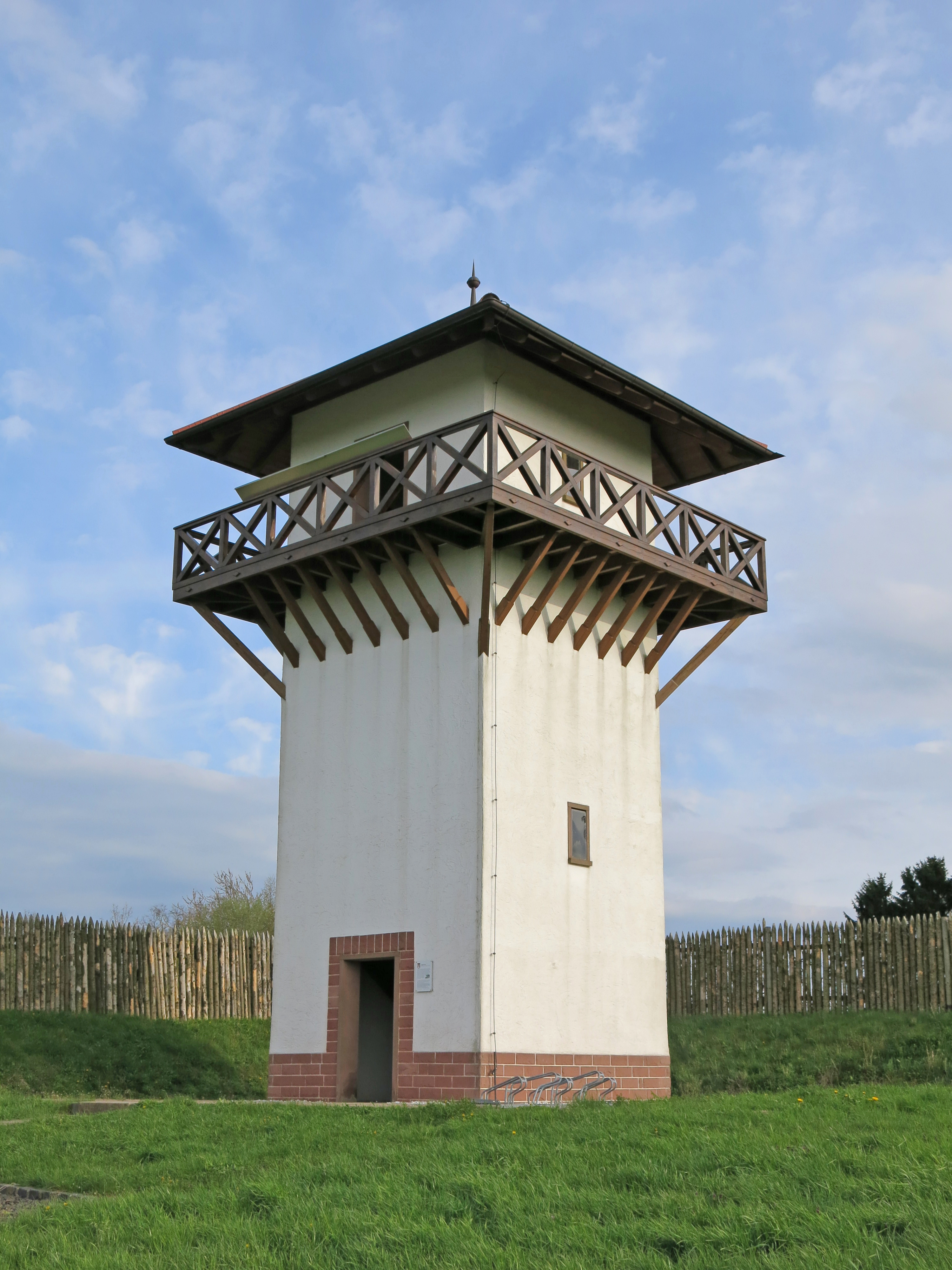
Galgenturm

Im Jahr 2009 wurde auf der 465 m hohen Galgenhöhe südwestlich von Mastershausen ein 12 Meter hoher Aussichtsturm errichtet. Er entspricht der Nachbildung eines römischen Wachturms, da in der Nähe die Römerstraße von Kirn nach Treis verlief. Er bietet Aussicht in vorwiegend nördliche Richtungen auf Mastershausen und Umgebung sowie an klaren Tagen bis zur Eifel. Der Name des Turms beruht auf einem Galgen, der sich in der Nähe des Standorts befand. 1921 fand man beim Anlegen eines Sportplatzes an dieser Stelle entsprechende Überreste, wie Skelette, Fundamente und zwei Eichenholzstümpfe, die den Querbalken des Galgens trugen.

## Politik

### Gemeinderat
Der Gemeinderat in Mastershausen besteht aus 16 Ratsmitgliedern, die bei der Kommunalwahl am 9. Juni 2024 in einer Mehrheitswahl gewählt wurden, und dem ehrenamtlichen Ortsbürgermeister als Vorsitzendem. Zur Wahl 2024 erfolgte entsprechend der wahlrechtlichen Vorgaben eine Erhöhung von 12 auf 16 Ratsmitglieder, da die Einwohnerzahl gestiegen ist.

### Bürgermeister
Jörg Kabelitz wurde am 11. Juli 2024 Ortsbürgermeister von Mastershausen. Da für die Direktwahl am 9. Juni 2024 kein Wahlvorschlag eingereicht wurde, oblag die Neuwahl des Bürgermeisters gemäß rheinland-pfälzischer Gemeindeordnung dem Rat. Dieser entschied sich auf seiner konstituierenden Sitzung für Jörg Kabelitz und wählte ihn für fünf Jahre zum Ortsbürgermeister.
Der Vorgänger von Jörg Kabelitz, Gerhard Wust, hatte das Amt am 21. September 2022 übernommen. Da für eine am 4. September 2022 angesetzte Direktwahl kein Wahlvorschlag eingereicht wurde, oblag die Neuwahl dem Rat, der sich für den bisherigen Ersten Beigeordneten entschied. Wusts Vorgänger Anton (Toni) Christ hatte das Amt 2019 erneut übernommen, nachdem er es bereits von 1999 bis 2014 ausgeübt hatte. Bei der Direktwahl am 26. Mai 2019 war er mit einem Stimmenanteil von 83,01 % für fünf Jahre gewählt worden. Im April 2022 legte er das Amt jedoch vorzeitig nieder. Zwischen Christs Amtszeiten war Jürgen Schneiders Ortsbürgermeister von Mastershausen.

### Wappen
Das dreigeteilte Wappen zeigt heraldisch rechts das rote Trierer Kreuz, heraldisch links das schwarze Kreuz des Kölner Domstifts und oben eine goldene Krone in schwarzem Feld, die an Königin Richeza erinnert, die in der ersten Erwähnung des Ortes auftaucht.

## Freizeit
Der Masdascher Burgherrenweg ist eine sogenannte Traumschleife im Wegesystem des Saar-Hunsrück-Steigs und führt in einer Länge von 13,7 km durch die Gemarkung von Mastershausen.

## In Mastershausen geboren
- Johann Steffen (1902–1975), Unternehmer und Politiker (CDU), Landtagsabgeordneter
- Herbert Steffen (1934–2022), Möbelfabrikant, Gründer und Vorsitzender der Giordano-Bruno-Stiftung